# Lijst van studentenverenigingen in Nijmegen
Onderstaande is een (niet volledige) lijst van studentenverenigingen in Nijmegen.
| Vereniging                                           | Oprichtingsdatum  | Status              | Doelgroep/Instituut | Koepelorganisatie/Netwerk | Ledental | Afbeelding |
| ---------------------------------------------------- | ----------------- | ------------------- | --- | --- | -------- | ---------- |
| AEGEE Nijmegen                                       | 22 augustus 1986  | Actief              | Radboud Universiteit Nijmegen, Hogeschool van Arnhem en Nijmegen                                                       | ISON, AEGEE |          |            |
| AIESEC Nijmegen                                      |                   | Actief              | Radboud Universiteit Nijmegen, Hogeschool van Arnhem en Nijmegen                                                       | ISON, AIESEC |          |            |
| NSV Carolus Magnus                                   | 26 april 1972     | Actief              | Radboud Universiteit Nijmegen, Hogeschool van Arnhem en Nijmegen                                                       | Bestuurlijk Overleg Studentenverenigingen Nijmegen, Aller Heiligen Convent, Landelijke Kamer van Verenigingen                                             | 600      |            |
| ESN Nijmegen                                         | 14 januari 2018   | Actief              | Radboud Universiteit Nijmegen, Hogeschool van Arnhem en Nijmegen                                                       | ISON, Erasmus Student Network |          |            |
| ASV Karpe Noktem                                     | 2004              | Actief              | Radboud Universiteit Nijmegen, Hogeschool van Arnhem en Nijmegen                                                       | Bestuurlijk Overleg Studentenverenigingen Nijmegen, Cultuur op de Campus, Zusterlijke Eenheid uit Saamhorigheid                                           |          |            |
| NovioMaguStam                                        | 12 december 2012  | Actief              | Radboud Universiteit Nijmegen, Hogeschool van Arnhem en Nijmegen                                                       | Studentenscouting Nederland, Scouting Nederland |          |            |
| NSBA                                                 | Juni 2023         | Actief              | Radboud Universiteit Nijmegen, Hogeschool van Arnhem en Nijmegen                                                       | SBAN |          |            |
| NSV Ovum Novum                                       | 20 mei 1990       | Actief              | Radboud Universiteit Nijmegen, Hogeschool van Arnhem en Nijmegen                                                       | Bestuurlijk Overleg Studentenverenigingen Nijmegen, Landelijke Kamer van Verenigingen                                                                     | 700      |            |
| sv STURAD                                            | 1 oktober 1975    | Actief              | Hogeschool van Arnhem en Nijmegen                                                                                      | |          |            |
| United Netherlands                                   |                   | Actief              | Radboud Universiteit Nijmegen, Hogeschool van Arnhem en Nijmegen                                                       | ISON |          |            |
| VSA Nijmegen                                         | 15 augustus 2018  | Actief              | Radboud Universiteit Nijmegen, Hogeschool van Arnhem en Nijmegen                                                       | VSA Netherlands | 100      |            |
| GNSV Nijmegen                                        | Augustus 2023     | Actief              | Radboud Universiteit Nijmegen, Hogeschool van Arnhem en Nijmegen                                                       | GNSV |          |            |
| CSV Ichthus Nijmegen                                 | 2001              | Actief              | Radboud Universiteit Nijmegen, Hogeschool van Arnhem en Nijmegen                                                       | V.C.S. Ichthus Landelijk, Christelijke Studentenverenigingen Nijmegen, IFES-Nederland                                                                     | 70       |            |
| KSN                                                  | 2010              | Actief              | Radboud Universiteit Nijmegen, Hogeschool van Arnhem en Nijmegen                                                       | Katholieke Studenten Nederland, Christelijke Studentenverenigingen Nijmegen                                                                               |          |            |
| MSV Nijmegen                                         | December 2004     | Actief              | Radboud Universiteit Nijmegen, Hogeschool van Arnhem en Nijmegen                                                       | MSA Nederland |          |            |
| NSN                                                  | 2 november 1989   | Actief              | Radboud Universiteit Nijmegen, Hogeschool van Arnhem en Nijmegen                                                       | Navigators Studentenverenigingen, Christelijke Studentenverenigingen Nijmegen                                                                             | 200      |            |
| CSFR Quo Vadis                                       | 2008              | Actief              | Radboud Universiteit Nijmegen, Hogeschool van Arnhem en Nijmegen                                                       | Civitas Studiosorum in Fundamento Reformato, Christelijke Studentenverenigingen Nijmegen, IFES-Nederland                                                  | 50       |            |
| VGSN-TQ                                              | 21 maart 1990     | Actief              | Radboud Universiteit Nijmegen, Hogeschool van Arnhem en Nijmegen                                                       | Vereniging van Gereformeerde Studenten-Nederland, Christelijke Studentenverenigingen Nijmegen, IFES-Nederland                                             | 70       |            |
| Nijmeegs Studentenkoor Alphons Diepenbrock           | 1937              | Actief              | Radboud Universiteit Nijmegen                                                                                          | Cultuur op de Campus | 40       |            |
| Nijmeegs Studentenkoor Carmina Ludicra               | 2013              | Actief              | Radboud Universiteit Nijmegen                                                                                          | Cultuur op de Campus | 25       |            |
| Nijmeegs Studentenorkest Collegium Musicum Carolinum | 1937              | Actief              | Radboud Universiteit Nijmegen                                                                                          | Cultuur op de Campus Koepelorgaan Nederlandse Studentenorkesten                                                                                           | 40       |            |
| QHarmony                                             | 1997              | Actief              | Radboud Universiteit Nijmegen                                                                                          | Cultuur op de Campus Koepelorgaan Nederlandse Studentenorkesten                                                                                           | 60       |            |
| Studentenpopkoor Plica Vocalis                       | 1992              | Actief              | Radboud Universiteit Nijmegen                                                                                          | Cultuur op de Campus | 50       |            |
| Studenten Bigband Nijmegen                           | 2016              | Actief              | Radboud Universiteit Nijmegen                                                                                          | Cultuur op de Campus Koepelorgaan Nederlandse Studentenorkesten                                                                                           | 20       |            |
| Campuskoor Veelstemmig                               | 2009              | Actief              | Radboud Universiteit Nijmegen                                                                                          | | 40       |            |
| NSSV Aeolus                                          | 1980              | Actief              | Radboud Universiteit Nijmegen, Hogeschool Arnhem Nijmegen                                                              | Nijmeegse Studenten Sport Raad, Koninklijk Nederlands Watersport Verbond                                                                                  | 100      |            |
| NSTTV Akris                                          | 1968              | Actief              | Radboud Universiteit Nijmegen, Hogeschool Arnhem Nijmegen                                                              | Nijmeegse Studenten Sport Raad, Nederlandse Tafeltennisbond                                                                                               | 55       |            |
| NSHC Apeliotes                                       | 8 oktober 1987    | Actief              | Radboud Universiteit Nijmegen, Hogeschool Arnhem Nijmegen                                                              | Nijmeegse Studenten Sport Raad, Koninklijke Nederlandse Hockeybond                                                                                        | 450      |            |
| NSFV BFrisbee2's                                     | 10 september 1994 | Actief              | Radboud Universiteit Nijmegen, Hogeschool Arnhem Nijmegen                                                              | Nijmeegse Studenten Sport Raad, Nederlandse Frisbeebond                                                                                                   | 50       |            |
| Bossaball Student Connection Nijmegen                | 2013              | Opgeheven           | Radboud Universiteit Nijmegen, Hogeschool Arnhem Nijmegen                                                              | Nijmeegse Studenten Sport Raad |          |            |
| SDVN Dance Fever                                     | 2005              | Actief              | Radboud Universiteit Nijmegen, Hogeschool Arnhem Nijmegen                                                              | Nijmeegse Studenten Sport Raad, Cultuur op de Campus | 350      |            |
| SSV De Boosters                                      | 1988 (?)          | Actief              | Radboud Universiteit Nijmegen, Hogeschool Arnhem Nijmegen                                                              | Nijmeegse Studenten Sport Raad, Kleine Kompetitie | 80       |            |
| NSZV De Loefbijter                                   | 23 februari 1967  | Actief              | Radboud Universiteit Nijmegen, Hogeschool Arnhem Nijmegen                                                              | Nijmeegse Studenten Sport Raad, Bestuurlijk Overleg Studentenverenigingen Nijmegen, VNSZ Nestor                                                           | 160      |            |
| NSSV Don Quichote                                    | 1941              | Actief              | Radboud Universiteit Nijmegen, Hogeschool Arnhem Nijmegen                                                              | Nijmeegse Studenten Sport Raad, Koninklijke Nederlandse Algemene Schermbond                                                                               |          |            |
| Dorans E-sports                                      | 14 januari 2015   | Actief              | Radboud Universiteit Nijmegen, Hogeschool Arnhem Nijmegen                                                              | Nijmeegse Studenten Sport Raad, Nederlandse E-Sport Bond                                                                                                  | 90       |            |
| NSVV FC Kunde                                        | 2004              | Actief              | Radboud Universiteit Nijmegen, Hogeschool Arnhem Nijmegen                                                              | Nijmeegse Studenten Sport Raad, Koninklijke Nederlandse Voetbalbond                                                                                       | 300      |            |
| NSSV FEL (Fortis Et Liber)                           | 2015              | Actief              | Radboud Universiteit Nijmegen, Hogeschool Arnhem Nijmegen                                                              | Nijmeegse Studenten Sport Raad, Survivalrun Bond Nederland                                                                                                |          |            |
| NSJV Fudoshin                                        | oktober 2005      | Actief              | Radboud Universiteit Nijmegen, Hogeschool Arnhem Nijmegen                                                              | Nijmeegse Studenten Sport Raad, Judobond Nederland | 65       |            |
| NSZV Ha-Stu                                          | 1974              | Actief              | Radboud Universiteit Nijmegen, Hogeschool Arnhem Nijmegen                                                              | Nijmeegse Studenten Sport Raad, Nederlands Handbal Verbond                                                                                                |          |            |
| NSVV Heyendaal                                       | 1967              | Actief              | Radboud Universiteit Nijmegen, Hogeschool Arnhem Nijmegen                                                              | Nijmeegse Studenten Sport Raad, Nevobo | 250      |            |
| SUFV Hot Shots Nijmegen                              | 16 september 2005 | Actief              | Radboud Universiteit Nijmegen, Hogeschool Arnhem Nijmegen                                                              | Nijmeegse Studenten Sport Raad, Nederlandse Floorball en Unihockey Bond                                                                                   | 50       |            |
| NSZ&WV Hydrofiel                                     | 29 juni 1972      | Actief              | Radboud Universiteit Nijmegen, Hogeschool Arnhem Nijmegen                                                              | Nijmeegse Studenten Sport Raad, Stichting NSZ, Koninklijke Nederlandse Zwembond                                                                           |          |            |
| NSRV Jolly Jumper                                    | 1977              | Actief              | Radboud Universiteit Nijmegen, Hogeschool Arnhem Nijmegen                                                              | Nijmeegse Studenten Sport Raad, Koninklijke Nederlandse Hippische Sportfederatie-Vereniging Nederlandse Studentenruiters                                  | 90       |            |
| SMVN Kaizen                                          | 2012              | Opgegaan in Radbudo | Radboud Universiteit Nijmegen, Hogeschool Arnhem Nijmegen                                                              | Nijmeegse Studenten Sport Raad |          |            |
| NSLV Keizerstad Kannibalz                            | 2007              | Actief              | Radboud Universiteit Nijmegen, Hogeschool Arnhem Nijmegen                                                              | Nijmeegse Studenten Sport Raad, NLB | 80       |            |
| NSTV KUNST                                           | 15 november 1994  | Actief              | Radboud Universiteit Nijmegen, Hogeschool Arnhem Nijmegen                                                              | Nijmeegse Studenten Sport Raad, Koninklijke Nederlandse Gymnastiek Unie                                                                                   | 165      |            |
| NSSSV Lacustris                                      | 1993              | Actief              | Radboud Universiteit Nijmegen, Hogeschool Arnhem Nijmegen                                                              | Nijmeegse Studenten Sport Raad, Koninklijke Nederlandsche Schaatsenrijders Bond                                                                           | 100      |            |
| NSPV Lasya                                           | 2014              | Actief              | Radboud Universiteit Nijmegen, Hogeschool Arnhem Nijmegen                                                              | Nijmeegse Studenten Sport Raad, Cultuur op de Campus | 170      |            |
| NSWV Mercurius                                       | 19 februari 2003  | Actief              | Radboud Universiteit Nijmegen, Hogeschool Arnhem Nijmegen                                                              | Nijmeegse Studenten Sport Raad, Studenten Wielersport Nederland, Koninklijke Nederlandsche Wielren Unie                                                   | 170      |            |
| NSFV Morado CF                                       | 2009              | Actief              | Radboud Universiteit Nijmegen, Hogeschool Arnhem Nijmegen                                                              | Nijmeegse Studenten Sport Raad, Koninklijke Nederlandse Voetbalbond                                                                                       | 100      |            |
| NijSAC                                               | 1984              | Actief              | Radboud Universiteit Nijmegen, Hogeschool Arnhem Nijmegen                                                              | Nijmeegse Studenten Sport Raad, Nederlandse Studenten Alpen Club, Koninklijke Nederlandse Klim- en Bergsport Vereniging                                   | 80       |            |
| Nijmeegs Studenten Golf Genootschap                  | 1992              | Inactief            | Radboud Universiteit Nijmegen, Hogeschool Arnhem Nijmegen                                                              | Nederlandse Studenten Golf Vereniging,Koninklijke Nederlandse Golf Federatie                                                                              |          |            |
| NSRV Obelix                                          | 1970              | Actief              | Radboud Universiteit Nijmegen, Hogeschool Arnhem Nijmegen                                                              | Nijmeegse Studenten Sport Raad, Rugby Nederland |          |            |
| NSRV Phocas                                          | 1947              | Actief              | Radboud Universiteit Nijmegen, Hogeschool Arnhem Nijmegen                                                              | Nijmeegse Studenten Sport Raad, Bestuurlijk Overleg Studentenverenigingen Nijmegen, Nederlandse Studenten Roeifederatie, Koninklijke Nederlandse Roeibond | 900      |            |
| NSKV Profectus                                       | 2016              | Actief              | Radboud Universiteit Nijmegen, Hogeschool Arnhem Nijmegen                                                              | Nijmeegse Studenten Sport Raad, Koninklijke Nederlandse Krachtsport en Fitnessbond                                                                        |          |            |
| NSSHV Radboud Rangers                                | 2005              | Actief              | Radboud Universiteit Nijmegen, Hogeschool Arnhem Nijmegen                                                              | Nijmeegse Studenten Sport Raad, Koninklijke Nederlandse Baseball en Softball Bond                                                                         |          |            |
| NSIJV Radboud Saints                                 | 2010              | Actief              | Radboud Universiteit Nijmegen, Hogeschool Arnhem Nijmegen                                                              | IJshockey Nederland | 25       |            |
| NSVV Radbudo                                         | 2023              | Actief              | Radboud Universiteit Nijmegen, Hogeschool Arnhem Nijmegen                                                              | Nijmeegse Studenten Sport Raad |          |            |
| NSKV SkunK                                           | 1991              | Actief              | Radboud Universiteit Nijmegen, Hogeschool Arnhem Nijmegen                                                              | Nijmeegse Studenten Sport Raad, Koninklijk Nederlands Korfbalverbond                                                                                      | 100      |            |
| NSLTC Slow                                           | 31 januari 1962   | Actief              | Radboud Universiteit Nijmegen, Hogeschool Arnhem Nijmegen                                                              | Nijmeegse Studenten Sport Raad, Koninklijke Nederlandse Lawn Tennis Bond                                                                                  | 600      |            |
| NSA Stabilo                                          | 2008              | Actief              | Radboud Universiteit Nijmegen, Hogeschool Arnhem Nijmegen                                                              | Nijmeegse Studenten Sport Raad, Nijmeegse Aeroclub, Koninklijke Nederlandse Vereniging voor Luchtvaart                                                    |          |            |
| NSBC Stuban                                          | 30 september 1966 | Actief              | Radboud Universiteit Nijmegen, Hogeschool Arnhem Nijmegen                                                              | Nijmeegse Studenten Sport Raad, Badminton Nederland | 90       |            |
| NSAV 't Haasje                                       | 19 november 1979  | Actief              | Radboud Universiteit Nijmegen, Hogeschool Arnhem Nijmegen                                                              | Nijmeegse Studenten Sport Raad, Koninklijke Nederlandse Atletiek Unie                                                                                     | 150      |            |
| NSBV Trajanum                                        | september 1966    | Actief              | Radboud Universiteit Nijmegen, Hogeschool Arnhem Nijmegen                                                              | Nijmeegse Studenten Sport Raad, Nederlandse Basketball Bond                                                                                               | 100      |            |
| NSTV Trion                                           | 2005              | Actief              | Radboud Universiteit Nijmegen, Hogeschool Arnhem Nijmegen                                                              | Nijmeegse Studenten Sport Raad, Nederlandse Triathlon Bond                                                                                                | 80       |            |
| SSVN Tussen de Torens                                | 2021              | Actief              | Radboud Universiteit Nijmegen, Hogeschool Arnhem Nijmegen                                                              | Nijmeegse Studenten Sport Raad, Koninklijke Nederlandse Schaakbond                                                                                        |          |            |
| NSJV Zanshin                                         | 2003              | Opgegaan in Radbudo | Radboud Universiteit Nijmegen, Hogeschool Arnhem Nijmegen                                                              | Nijmeegse Studenten Sport Raad, Judobond Nederland | 30       |            |
| SV Aventum                                           | 23 april 2015     | Actief              | Hogeschool van Arnhem en Nijmegen - Medische Hulpverlening                                                             | |          |            |
| SV Blended                                           | 6 juni 2016       | Actief              | Hogeschool van Arnhem en Nijmegen - Learning & Development in Organisations (Opleidingskunde)                          | |          |            |
| SV CEnter                                            | 2014              | Actief              | Hogeschool van Arnhem en Nijmegen - Commerciële Economie                                                               | |          |            |
| SV Fabulinus                                         | 2012              | Actief              | Hogeschool van Arnhem en Nijmegen - Lerarenopleidingen exacte vakken                                                   | |          |            |
| SV FAST                                              | 26 april 2018     | Actief              | Hogeschool van Arnhem en Nijmegen - Facility Management                                                                | |          |            |
| SV Fides                                             | 2007              | Actief              | Hogeschool van Arnhem en Nijmegen - HBO-Rechten                                                                        | |          |            |
| SV Gusto                                             | 2013              | Actief              | Hogeschool van Arnhem en Nijmegen - Food & Business                                                                    | |          |            |
| FS HAN                                               | 2014              | Actief              | Hogeschool van Arnhem en Nijmegen - Accountancy, Finance & Control en Finance, Tax and Advice                          | |          |            |
| SV Incitare                                          | 2015              | Actief              | Hogeschool van Arnhem en Nijmegen - Vaktherapie                                                                        | |          |            |
| SV Lingua Franca                                     | 14 juni 2018      | Actief              | Hogeschool van Arnhem en Nijmegen - Lerarenopleidingen Duits, Engels, Frans & Nederlands                               | |          |            |
| SV LinQ                                              | 29 januari 2019   | Actief              | Hogeschool van Arnhem en Nijmegen - Human Resource Management                                                          | |          |            |
| SV Meesterlijk                                       | 2015              | Actief              | Hogeschool van Arnhem en Nijmegen - Academische Lerarenopleiding Primair Onderwijs (ALPO), Pabo (Nijmegen) en pabo-ALO | |          |            |
| SV Nexus                                             | 2018              | Actief              | Hogeschool van Arnhem en Nijmegen - Bedrijfskunde                                                                      | |          |            |
| NOPFY                                                | 1967              | Actief              | Hogeschool van Arnhem en Nijmegen - Voeding en Diëtetiek, Ergotherapie, Fysiotherapie, Logopedie                       | |          |            |
| SV Passie                                            | 2018              | Actief              | Hogeschool van Arnhem en Nijmegen - Pedagogiek                                                                         | |          |            |
| sv Plexus                                            | 22 april 2014     | Actief              | Hogeschool van Arnhem en Nijmegen - Verpleegkunde                                                                      | |          |            |
| SV Pontifex                                          | 2018              | Actief              | Hogeschool van Arnhem en Nijmegen - Lerarenopleidinge Aardrijkskunde, Economie en Geschiedenis                         | |          |            |
| FSV Praktisch                                        | September 2015    | Actief              | Hogeschool van Arnhem en Nijmegen - Fysiotherapie                                                                      | |          |            |
| SV Procura                                           | 2021              | Actief              | Hogeschool van Arnhem en Nijmegen - Logistics Management                                                               | |          |            |
| SV RUIS                                              | 7 mei 2015        | Actief              | Hogeschool van Arnhem en Nijmegen - Communicatie                                                                       | |          |            |
| SV Small Business                                    | 2013              | Actief              | Hogeschool van Arnhem en Nijmegen - Ondernemerschap en Retail Management                                               | |          |            |
| sv Swere                                             | Augustus 2014     | Actief              | Hogeschool van Arnhem en Nijmegen - Social Work en voorgaande studies                                                  | |          |            |
| SV 't Reactievat                                     |                   | Actief              | Hogeschool van Arnhem en Nijmegen - Academie Toegepaste Biowetenschappen en Chemie                                     | |          |            |
| SV TOEP                                              | 2014              | Actief              | Hogeschool van Arnhem en Nijmegen - Toegepaste Psychologie                                                             | |          |            |
| SV Tri Movere                                        | 2012              | Actief              | Hogeschool van Arnhem en Nijmegen - Leraar Lichamelijke Opvoeding (ALO) en Sportkunde                                  | |          |            |
| Xtend                                                |                   | Actief              | Hogeschool van Arnhem en Nijmegen - Communication & Multimedia Design                                                  | |          |            |
| SV ¿Ouisí?                                           | 2003              | Actief              | Radboud Universiteit Nijmegen - Romaanse Talen en Culturen                                                             | LETO, Vereniging Samenwerkings Overleg Faculteitsverenigingen                                                                                             |          |            |
| SV Argon                                             | 2010              | Actief              | Radboud Universiteit Nijmegen - Psychologiemaster Work, Organisation and Health                                        | Kompanio, Vereniging Samenwerkings Overleg Faculteitsverenigingen                                                                                         |          |            |
| Awaz                                                 | 2005              | Actief              | Radboud Universiteit Nijmegen - Theologie; Religie, Politiek en Samenleving; Islam, Politiek en Samenleving            | Vereniging Samenwerkings Overleg Faculteitsverenigingen                                                                                                   |          |            |
| Babylon                                              | 1989              | Actief              | Radboud Universiteit Nijmegen - Communicatie- en Informatiewetenschappen                                               | LETO, Vereniging Samenwerkings Overleg Faculteitsverenigingen                                                                                             | 500      |            |
| B-Change                                             | 2007              | Actief              | Radboud Universiteit Nijmegen - Psychologiemaster Behaviour Change                                                     | Kompanio, Vereniging Samenwerkings Overleg Faculteitsverenigingen                                                                                         |          |            |
| BeeVee                                               | 25 april 1985     | Actief              | Radboud Universiteit Nijmegen - Biologie en Medische biologie                                                          | Olympus, Vereniging Samenwerkings Overleg Faculteitsverenigingen                                                                                          |          |            |
| BOW                                                  | 1992              | Actief              | Radboud Universiteit Nijmegen - Bestuurskunde                                                                          | SVM, Vereniging Samenwerkings Overleg Faculteitsverenigingen                                                                                              |          |            |
| CognAC                                               | 1990              | Actief              | Radboud Universiteit Nijmegen - Artificial Intelligence                                                                | Olympus, Kompanio, Vereniging Samenwerkings Overleg Faculteitsverenigingen                                                                                |          |            |
| SV Den Geitenwollen Soc.                             | 5 februari 1993   | Actief              | Radboud Universiteit Nijmegen - Sociologie                                                                             | Kompanio, Vereniging Samenwerkings Overleg Faculteitsverenigingen                                                                                         | 400      |            |
| WSV Desda                                            | 16 april 1986     | Actief              | Radboud Universiteit Nijmegen - Wiskunde                                                                               | Olympus, Wiskunde en Informatica Studieverenigingen Overleg, Vereniging Samenwerkings Overleg Faculteitsverenigingen                                      |          |            |
| Deutscher Verein Nimwegen                            | 2010              | Actief              | Radboud Universiteit Nijmegen - Duitse Taal en Cultuur                                                                 | LETO, Vereniging Samenwerkings Overleg Faculteitsverenigingen                                                                                             |          |            |
| Dondrite                                             | 2017              | Actief              | Radboud Universiteit Nijmegen - Psychologiemaster Cognitive Neuroscience                                               | Vereniging Samenwerkings Overleg Faculteitsverenigingen                                                                                                   |          |            |
| NCSV Dr. Nico Muller                                 | 1966              | Actief              | Radboud Universiteit Nijmegen - Criminologie en Strafrecht                                                             | Vereniging Samenwerkings Overleg Faculteitsverenigingen                                                                                                   |          |            |
| ELSA Nijmegen                                        |                   | Actief              | Radboud Universiteit Nijmegen - Rechten                                                                                | Vereniging Samenwerkings Overleg Faculteitsverenigingen                                                                                                   |          |            |
| NSO Eques                                            |                   | Actief              | Radboud Universiteit Nijmegen - Ondernemingsrecht                                                                      | Vereniging Samenwerkings Overleg Faculteitsverenigingen                                                                                                   |          |            |
| ESV                                                  | 1989              | Actief              | Radboud Universiteit Nijmegen - Economie                                                                               | SVM, Vereniging Samenwerkings Overleg Faculteitsverenigingen                                                                                              |          |            |
| GSV Excalibur                                        | 29 februari 1984  | Actief              | Radboud Universiteit Nijmegen - Geschiedenis                                                                           | LETO, Vereniging Samenwerkings Overleg Faculteitsverenigingen                                                                                             |          |            |
| G.A.G.                                               | 2 april 1982      | Actief              | Radboud Universiteit Nijmegen - Engelse Taal en Cultuur                                                                | LETO, Vereniging Samenwerkings Overleg Faculteitsverenigingen                                                                                             |          |            |
| SV Halo                                              | 2010              | Actief              | Radboud Universiteit Nijmegen - Psychologiemaster Gezondheidszorgpsychologie                                           | Vereniging Samenwerkings Overleg Faculteitsverenigingen                                                                                                   |          |            |
| IFMSA-Nijmegen                                       |                   | Actief              | Radboud Universiteit Nijmegen - Internationale Medische Studenten                                                      | |          |            |
| FSV In Fiscalibus                                    | 2009              | Actief              | Radboud Universiteit Nijmegen - Fiscaal Recht                                                                          | Vereniging Samenwerkings Overleg Faculteitsverenigingen                                                                                                   |          |            |
| InTenS                                               | 2003 (1991)       | Actief              | Radboud Universiteit Nijmegen - Taalwetenschap                                                                         | LETO, Vereniging Samenwerkings Overleg Faculteitsverenigingen                                                                                             |          |            |
| ismus                                                | 11 januari 2002   | Actief              | Radboud Universiteit Nijmegen - Politicologie                                                                          | SVM, Vereniging Samenwerkings Overleg Faculteitsverenigingen, Platform voor Politicologen, International Association for Political Science Students       |          |            |
| JFV Nijmegen                                         | 27 februari 1927  | Actief              | Radboud Universiteit Nijmegen - Rechten                                                                                | Vereniging Samenwerkings Overleg Faculteitsverenigingen                                                                                                   | 3000     |            |
| KNUS                                                 | 2003              | Actief              | Radboud Universiteit Nijmegen - Algemene Cultuurwetenschappen                                                          | LETO, Vereniging Samenwerkings Overleg Faculteitsverenigingen                                                                                             | 160      |            |
| Leonardo da Vinci                                    | 2003              | Actief              | Radboud Universiteit Nijmegen - Natuurwetenschappen en science                                                         | Olympus, Vereniging Samenwerkings Overleg Faculteitsverenigingen                                                                                          | 250      |            |
| Maizena                                              | 2005              | Actief              | Radboud Universiteit Nijmegen - Psychologie Research Master Behavioural Science                                        | Kompanio, Vereniging Samenwerkings Overleg Faculteitsverenigingen                                                                                         |          |            |
| SV Marie Curie                                       | 25 november 1977  | Actief              | Radboud Universiteit Nijmegen - Natuur- en Sterrekunde                                                                 | Olympus, Vereniging Samenwerkings Overleg Faculteitsverenigingen                                                                                          |          |            |
| MFVN                                                 | 18 februari 1952  | Actief              | Radboud Universiteit Nijmegen - Geneeskunde en Biomedische Wetenschappen                                               | Vereniging Samenwerkings Overleg Faculteitsverenigingen                                                                                                   |          |            |
| Mosaic                                               | 2013              | Onduidelijk         | Radboud Universiteit Nijmegen - Research Master Social and Cultural Science                                            | |          |            |
| Mundus                                               | 28 augustus 2001  | Actief              | Radboud Universiteit Nijmegen - Geografie, Planologie en Milieu                                                        | SVM, Vereniging Samenwerkings Overleg Faculteitsverenigingen                                                                                              | 800      |            |
| Mycelium                                             | 24 mei 1989       | Actief              | Radboud Universiteit Nijmegen - Communicatiewetenschap                                                                 | Kompanio, Vereniging Samenwerkings Overleg Faculteitsverenigingen                                                                                         | 400      |            |
| Neuro Nijmegen                                       | 2022              | Actief              | Radboud Universiteit Nijmegen - Geneeskunde en Biomedische Wetenschappen                                               | |          |            |
| NSV Nota Bene                                        | 13 maart 1960     | Actief              | Radboud Universiteit Nijmegen - Notarieel Recht                                                                        | Broederschap der Notariële Studenten, Vereniging Samenwerkings Overleg Faculteitsverenigingen                                                             |          |            |
| NSHV                                                 | 4 januari 2011    | Actief              | Radboud Universiteit Nijmegen - Honoursstudenten                                                                       | Dutch Honours Community | 200      |            |
| Organisatie Studenten Kunstgeschiedenis              | 1977              | Actief              | Radboud Universiteit Nijmegen - Kunstgeschiedenis                                                                      | LETO, Vereniging Samenwerkings Overleg Faculteitsverenigingen                                                                                             |          |            |
| Postelein                                            | 21 juni 1995      | Actief              | Radboud Universiteit Nijmegen - Pedagogische Wetenschappen (PWO en PWPO), RU/HAN - ALPO                                | Kompanio, Vereniging Samenwerkings Overleg Faculteitsverenigingen                                                                                         | 1400     |            |
| Pleitgenootschap Rota Carolina                       | 1 januari 1991    | Actief              | Radboud Universiteit Nijmegen - Rechten                                                                                | Vereniging Samenwerkings Overleg Faculteitsverenigingen                                                                                                   |          |            |
| NJHV Sapere Audere                                   |                   | Actief              | Radboud Universiteit Nijmegen - Honoursprogramma Law Extra                                                             | Vereniging Samenwerkings Overleg Faculteitsverenigingen                                                                                                   |          |            |
| NJHV Semper Lex                                      |                   | Actief              | Radboud Universiteit Nijmegen - Honoursprogramma Law in Action                                                         | Vereniging Samenwerkings Overleg Faculteitsverenigingen                                                                                                   |          |            |
| VCMW Sigma                                           | 1977              | Actief              | Radboud Universiteit Nijmegen - Moleculaire Wetenschappen                                                              | Olympus, Vereniging Samenwerkings Overleg Faculteitsverenigingen                                                                                          |          |            |
| Sodalicium Classicum Noviomagense                    | 26 februari 1929  | Actief              | Radboud Universiteit Nijmegen - Griekse en Latijnse taal en cultuur                                                    | LETO, Vereniging Samenwerkings Overleg Faculteitsverenigingen                                                                                             |          |            |
| FC Sophia                                            | 1989              | Actief              | Radboud Universiteit Nijmegen - Filosofie en Philosophy, Politics and Society                                          | Vereniging Samenwerkings Overleg Faculteitsverenigingen                                                                                                   |          |            |
| SPiN                                                 | 2008              | Actief              | Radboud Universiteit Nijmegen - Bachelor Psychologie                                                                   | Kompanio, Vereniging Samenwerkings Overleg Faculteitsverenigingen                                                                                         |          |            |
| Students International Law Association               | 2010              | Onduidelijk         | Radboud Universiteit Nijmegen - Internationaal Recht                                                                   | |          |            |
| SVN                                                  | 1982              | Actief              | Radboud Universiteit Nijmegen - Nederlandse Taal en Cultuur                                                            | LETO, Vereniging Samenwerkings Overleg Faculteitsverenigingen                                                                                             | 150      |            |
| Synergy                                              | 1990              | Actief              | Radboud Universiteit Nijmegen - Bedrijfskunde, Business Administration en Recht & Management                           | SVM, Vereniging Samenwerkings Overleg Faculteitsverenigingen                                                                                              | 2300     |            |
| TFV Nijmegen                                         | 19 december 1963  | Actief              | Radboud Universiteit Nijmegen - Tandheelkunde, Hogeschool van Arnhem en Nijmegen - Mondzorgkunde                       | Vereniging Samenwerkings Overleg Faculteitsverenigingen                                                                                                   | 550      |            |
| Thalia                                               | 7 november 1990   | Actief              | Radboud Universiteit Nijmegen - Computing Science                                                                      | Olympus, Vereniging Samenwerkings Overleg Faculteitsverenigingen, Wiskunde en Informatica Studieverenigingen Overleg                                      |          |            |
| Umoja                                                | 2006              | Actief              | Radboud Universiteit Nijmegen - Culturele Antropologie en Ontwikkelingsstudies                                         | Kompanio, Vereniging Samenwerkings Overleg Faculteitsverenigingen                                                                                         |          |            |
| USA Nijmegen                                         | 1989              | Actief              | Radboud Universiteit Nijmegen - American Studies                                                                       | LETO, Vereniging Samenwerkings Overleg Faculteitsverenigingen                                                                                             |          |            |
| VCMS Nijmegen                                        |                   | Actief              | Radboud Universiteit Nijmegen - Geneeskunde                                                                            | |          |            |
| VECTOR Nijmegen                                      | 2021              | Actief              | Radboud Universiteit Nijmegen - Geneeskunde                                                                            | |          |            |